# Kusacz rdzawoskrzydły
Kusacz rdzawoskrzydły (Rhynchotus rufescens) – gatunek średniej wielkości ptaka z rodziny kusaczy (Tinamidae), zamieszkujący Amerykę Południową. Nie jest zagrożony wyginięciem.

## Podgatunki i zasięg występowania
Wyróżnia się trzy podgatunki o następującym obszarze występowania:
- Rhynchotus rufescens rufescens (Temminck, 1815) – południowo-wschodnie Peru, Boliwia, wschodni Paragwaj, południowo-wschodnia Brazylia oraz północno-wschodnia Argentyna
- Rhynchotus rufescens catingae Reiser, 1905 – środkowa i północno-wschodnia Brazylia
- Rhynchotus rufescens pallescens Kothe, 1907 – północna i środkowa Argentyna

Dawniej za podgatunek kusacza rdzwoskrzydłego był także uznawany kusacz plamkoszyi (R. maculicollis), klasyfikowany obecnie jako odrębny gatunek.

## Morfologia

### Rozmiary
- Długość ciała: 38–42 cm[7]

### Masa ciała
Samce ważą 700–920 g, a samice 580–1040 g.

## Ekologia i zachowanie

### Środowisko
Kusacz rdzawoskrzydły preferuje łąki, pastwiska, sawanny oraz tereny porośnięte krzewami. Spotykany do wysokości 2500 m n.p.m.

### Rozród
Sezon lęgowy trwa od września do marca. Gniazdo znajduje się na ziemi, ma formę dołka skrytego pod wysoką trawą. Gniazdo budowane jest przez samca, który również broni tego miejsca. Na jedną samicę przypada od dwóch do czterech samców (jest to tzw. poliandria).
Jaja mają jeden, wyrazisty kolor, który ich nie kamufluje. Kolor ten to zazwyczaj różowy, czerwony, odcienie niebieskiego, odcienie zielonego oraz odcienie fioletowego. Kamuflaż nie jest konieczny – większość drapieżników polujących na jaja tego kusacza nie rozróżnia kolorów. W zniesieniu 3–5 jaj, a w całym sezonie lęgowym w sumie około 25. Wysiadywanie trwa od 19 do 21 dni, a zajmuje się nim wyłącznie samiec.

### Pożywienie
Przedstawiciele R. rufescens latem żywią się głównie dużymi insektami. Zimą jedzą przeważnie pokarmy roślinne.

### Lot
Lot tych ptaków jest krótkotrwały i dość niezdarny. Kusacze rdzawoskrzydłe po kilku takich próbach szybko się męczą.

### Głos
Głos kusaczy rdzawoskrzydłych jest bardzo donośny. Składa się z melodyjnych gwizdów.

## Status i zagrożenia
Międzynarodowa Unia Ochrony Przyrody (IUCN) uznaje kusacza rdzawoskrzydłego za gatunek najmniejszej troski (LC – Least Concern). Gatunek ten ma duży zasięg występowania – około 8,7 mln km². Dokładny rozmiar populacji nie został stwierdzony, ale ptak ten opisywany jest jako pospolity. Trend liczebności populacji uznawany jest za spadkowy. Zagrożeniem dla tego gatunku są polowania i wypalanie pamp. Sprzyja mu jednak wycinanie lasów równikowych.
Ze względu na smaczne mięso i wszystkożerność tego gatunku prowadzone są badania nad jego udomowieniem i wykorzystaniem jako drób.